# Елизавета Сабина Шведская
Елизавета Сабина Шведская, (швед. Elisabet Sabina av Sverige; 13 марта 1582, Нючёпингский замок, Сёдерманланд, Швеция — 6 июля 1585, там же) — принцесса из династии Ваза, старшая дочь будущего короля Швеции Карла IX и Анны Марии Пфальцской.

## Биография
Елизавета Сабина была вторым ребёнком и второй дочерью герцога Карла (впоследствии короля Швеции под именем Карл IX) и его первой жены Анны Марии Пфальцской. Она родилась в Нючёпингском замке в Сёдерманланде 13 марта 1582 года, когда Швецией правил старший брат её отца Юхан III. Крещение ребёнка состоялось между 21 и 25 марта в присутствии посланников ландграфа Вильгельма IV Гессен-Кассельского и герцога Адольфа Гольштейн-Готторпского. 20 февраля 1583 года Бенгт Габриэльссон Оксеншерна писал герцогу Карлу, что принцесса в добром здравии, если не считать то, что у неё режутся зубы. Однако 6 июля 1585 года, в возрасте трёх лет, Елизавета Сабина умерла (следом за ней умерла и её старшая сестра Маргарета Елизавета). Герцог Карл разослал дворянству приглашения присутствовать на похоронах обеих принцесс, которые должны были состояться в Стренгнесском соборе 4 сентября, но в последний момент были отложены на день. 
Каменотесы Геркулес Мида и Стаффан Ханссон в 1587 году создали надгробный памятник. Двумя годами позже надгробие было переделано, так как под ним положили и мать принцессы.